# Quiralidad (química)

Imágenes especulares de un aminoácido quiral; al montar la palma de una mano sobre el dorso de la otra, se observa que no coinciden.

La quiralidad es la propiedad de un objeto de no ser superponible con su imagen especular. Como ejemplo sencillo, la mano izquierda humana no es superponible con su imagen especular (la mano derecha). Como contraejemplo, un cubo o una esfera sí son superponibles con sus respectivas imágenes especulares.

Denomino quiral y digo que tiene quiralidad toda figura geométrica, o todo grupo de puntos, si su imagen en su espejo plano, idealmente realizada, no puede hacerse coincidir consigo misma.[cita requerida]
Lord Kelvin

En general, un objeto quiral carece de ejes de rotación impropios. Si los posee, sus imágenes especulares son superpuestas.[cita requerida]
Es una propiedad en química orgánica, en química inorgánica y en bioquímica, donde da lugar a la estereoquímica, a las reacciones estereoespecíficas y a los estereoisómeros.[cita requerida] Se denomina enantiómeros o isómeros ópticos a dos imágenes especulares de una molécula quiral.
Esta definición presenta la quiralidad como una propiedad geométrica y dicotómica. Geométrica porque se basa en la aplicación de operaciones de simetría (reflexiones) sobre figuras geométricas o conjuntos de puntos. Dicotómica porque las imágenes especulares pueden ser superponibles mediante rotaciones y traslaciones (es decir, no quirales), o no superponibles (es decir, quirales). No hay término intermedio desde el punto de vista clásico.[cita requerida]
Los aminoácidos, carbohidratos, ácidos nucleicos y muchos más están distribuidos en un gran número de fármacos y en casi todas las moléculas de nuestro cuerpo y es la quiralidad molecular la que permite las interacciones específicas entre las enzimas y sus respectivos sustratos del organismo , las cuales participan en las reacciones químicas en las que se basa la vida. 

## La razón de la quiralidad en las moléculas
La causa más común de la quiralidad en una molécula orgánica es la presencia de un átomo de carbono tetraédrico con hibridación sp3 unido a cuatro sustituyentes diferentes. En la actualidad estos carbonos son conocidos como centros quirales, aunque también se han utilizado otros términos como estereocentro, centro estereogénico. El centro quiral es la causa de la quiralidad, sin embargo la quiralidad es una propiedad que tiene toda la molécula.

## Centro quiral
El centro quiral es la causa de la quiralidad. En cada una de las moléculas quirales hay un carbono (C) que tiene cuatro grupos o sustituyentes diferentes. Existen moléculas las cuales tienen un centro quiral, a pesar de esto se tratan de moléculas aquirales. Si en la molécula se determina que solo tiene un centro quiral, se puede asegurar que se trata de una molécula quiral. La presencia o ausencia del centro quiral va a determinar el criterio de quiralidad.

## Actividad óptica
La luz visible tiende a oscilar en todos los planos. Al pasar por un filtro polarizador, la luz así polarizada oscila en solo un plano. Las moléculas quirales tienen la propiedad de desviar (rotar) el plano de luz polarizada un cierto ángulo. Si rota la luz hacia la derecha se le denomina dextrógiro o (+). Si desvía el plano de luz hacia la izquierda se le llama levógiro o (-).
El ángulo de rotación óptica fue estudiado por primera vez por Jean Baptiste Biot. La ley descubierta por él lleva su nombre y se describe, para un compuesto ópticamente activo como:

{\displaystyle \alpha =[\alpha ]_{\lambda }^{\theta }\rho l},

donde:
- {\displaystyle \alpha } es el ángulo de rotación óptica, en rad.
- {\displaystyle [\alpha ]_{\lambda }^{\theta }} es el poder rotatorio óptico específico, en rad m2 kg–1, donde el superíndice {\displaystyle \theta } representa la temperatura Celsius y el subíndice {\displaystyle \lambda } la longitud de onda.
- {\displaystyle \rho } es la densidad, en kg m–3.
- {\displaystyle l} es la longitud del camino óptico, en m.

Una expresión equivalente sería:

{\displaystyle \alpha =\alpha _{\rm {m}}cl},

donde:
- {\displaystyle \alpha _{\rm {m}}} es el poder rotatorio óptico molar, en rad m² mol–1.
- {\displaystyle c} es la concentración, en mol m–3.

El poder rotatorio óptico (sea específico o molar) es una constante característica de cada sustancia y es función de la longitud de onda.
Habitualmente, en la bibliografía se halla referida la línea D del sodio (amarillo) como referencia a una temperatura de 25 °C. El valor numérico es el mismo para cada par de enantiómeros, el dextrógiro toma el valor positivo mientras que el levógiro toma un valor negativo. Juntos, en una disolución con concentraciones iguales de cada enantiómero, (llamado mezcla racémica), se cancelan los signos uno al otro dando un valor rotatorio de cero.[cita requerida]
Cuando un haz de luz polarizada atraviesa una molécula individual, por cada molécula que atraviesa hay otra idéntica orientada como imagen especular de la primera, lo que cancela exactamente el efecto. Todo esto, a pesar de que la mayoría de los compuestos no son capaces de rotar la luz polarizada. El resultado de este efecto es la actividad óptica. En un enantiómero puro, la molécula no puede servir como una imagen especular de otra, debido a que no existe una anulación de las rotaciones, generando así la actividad óptica.[cita requerida]

## Dicroísmo circular
Puesto que los materiales quirales presentan propiedades ópticas diferentes, según la polarización de la onda incidente en los mismos, también presentarán coeficientes de absorción diferentes. Debido a esta propiedad, pueden actuar como un "polarizador por absorción selectiva", modificando el tipo de polarización de la señal que atraviesa el material; en concreto, una onda que entra en el mismo con polarización lineal puede salir con polarización elíptica o circular: a ese fenómeno se le conoce como "dicroísmo circular".

## Determinar si un centro quiral es R o S
Para determinar si el centro quiral es R o S se debe aplicar la regla de secuencia y establecer con ella el orden de prioridad de los átomos o grupos unidos directamente al centro quiral. A cada uno de los cuatro grupos o átomos que están unidos al centro quiral se le asigna un número de importancia de acuerdo a las reglas de secuencia. Para establecer la prioridad de dichos grupos o átomos, la molécula debe observarse de forma que el grupo con el menor número atómico se aleje del observador. Los átomos que aparecen en primer plano forman un triángulo. Es importante conocer que una vez que se les asignó prioridad a los grupos, si el sentido de giro establecido por el orden de prioridad es en dirección al de las manecillas del reloj, el centro se considera R (del latín rectus, derecho) y si el sentido el contrario se considera S (del latín sinister, izquierdo).
Normas que permiten establecer el orden de prioridad:
1. El orden de prioridad de los grupos unidos al centro quiral se debe establecer de acuerdo al número atómico de los  átomos unidos al centro, considerando que entre mayor sea el número atómico, mayor será su prioridad.
2. Si dos o más átomos unidos al centro quiral son iguales, se debe recurrir al número atómico de los átomos unidos. Todo esto se debe realizar las veces que se repita la equivalencia.
3. En caso de que el centro quiral tenga un par de electrones se le puede asignar un número atómico de cero.
4. En los enlaces múltiples, los átomos se deben considerar desdoblados (lineales). Cuando dos isotopos se encuentran unidos al centro quiral, el isótopo con el mayor peso molecular establece la prioridad sobre el que tienen un peso menor.[3]

## Importancia de la quiralidad en la actividad biológica
A nivel molecular la asimetría se encuentra en la mayoría de los procesos biológicos, por lo cual la quiralidad es de gran importancia en el contexto de la actividad biológica. Aunque la quiralidad no es un requisito para que las moléculas bioactivas realicen sus actividades. Donde se encuentra presente un centro estereogenico se observan grandes diferencias en las actividades de los enantiómeros. Este fenómeno se observa en las sustancias bioactivas como por ejemplo, insecticidas, medicamentos, herbicidas.
Sea cual sea la función de los (receptores, enzimas) tienen en común que se tratan de moléculas quirales lo cual provoca ser enantioselectivos en su unión a moléculas mensajeras como neurotransmisores, hormonas.
Se postuló una regla, la cual menciona que cuanto más baja sea la dosis de un fármaco racémico mayor será la diferencia de la actividad farmacológica de los isómeros ópticos. Aquellas moléculas que tengan una configuración adecuada van a poderse ajustar al sitio activo del receptor, por lo tanto cuanto mejor se ajusta la molécula, mejor va a ser el fármaco.